# Air Adriatic
Air Adriatic, sa sjedištem u Rijeci bila je prva hrvatska privatna zrakoplovna čarter kompanija. U odredišta njezinih zrakoplova bili su uvršteni mnogi gradovi u Njemačkoj, Irskoj, Izraelu, Francuskoj, Norveškoj, Švedskoj, Španjolskoj i UK. U floti Air Adriatica nalazila su se pet zrakoplova McDonnell Douglas MD-82, dva MD-83 i jedan Piper Navajo.